# Châteauneuf-de-Gadagne
 Châteauneuf-de-Gadagne  es una población y comuna francesa, en la región de Provenza-Alpes-Costa Azul, departamento de Vaucluse, en el distrito de Aviñón y cantón de L'Isle-sur-la-Sorgue.
Está integrada en la Communauté de communes du Pays des Sorgues et des Monts de Vaucluse.

## Lugares y monumentos
- Castillo de Font-Segugne. Lugar de residencia de Alphonse Tavan y cuna de Félibrige en 1854.
- Iglesia.
- Cruz.
- Resto de fortificación con puertas antiguas.
- Monumento a los muertos, Primera Guerra Mundial.
- Una capilla dedicada a San Roque.
- Le Chemin des Gariguettes ayant donné son nom à la fraise Gariguettes où un chercheur castelnovin composait les équipes du Centre Inra d’Avignon fin des années 70.

## Demografía
| 1222 | 1349 | 1678 | 2021 | 2619 | 2838 |
| Para los censos de 1962 a 1999 la población legal corresponde a la población sin duplicidades (Fuente: INSEE [Consultar]) |      |      |      |      |      |